# Chiesa di Santa Maria Maggiore (Chiari)
La chiesa di Santa Maria Maggiore è un luogo di culto cattolico del comune italiano di Chiari, in provincia e diocesi di Brescia. Si trova alle spalle del duomo dei Santi Faustino e Giovita, di cui è chiesa sussidiaria.

## Storia
La prima citazione di una chiesa dedicata a santa Maria Maggiore si trova su una pergamena datata al 12 ottobre 1289. Di essa, risalente forse agli inizi del XIII secolo, non rimangono però evidenze strutturali. 
Nell'ottobre del 1418 in Chiari transitò papa Martino V, il quale decise di concedere grazie spirituali a chi avesse sostenuto, tramite offerte, i lavori di ricostruzione dell'edificio. Nella seconda metà del XV secolo l'edificio fu affrescato: nella chiesa attuale vi sono presenti i resti di quelle decorazioni, tra le quali spicca una raffigurazione dei Santi Caterina d’Alessandria, Stefano e Bartolomeo con tre devoti, posta sulla parete della navata sinistra. Agli inizi del Seicento fu intagliato ed aggiunto il coro, mentre nel 1605 fu costruito l'organo, realizzato dagli Antegnati.
Nel 1612 la scultura raffigurante la Madonna del Rosario fu traslata nel presbiterio e posta in un altare realizzato da Zanantoni Rizeno, proveniente dal Ducato di Milano. Al 1620 risale invece la decorazione del coro originale, compiuta dal Fiamminghino, mentre tra il 1629 e il 1639 fu aggiunto un altare dedicato alla Madonna.
Nel corso del XVII secolo si insediò nella chiesa la Scuola del Santo Rosario, la quale, ravvisando segni di cedimento strutturale, promosse la ricostruzione dell'edificio. Essi furono compiuti tra il 1661 e il 1670, mentre in seguito furono compiute le decorazioni della struttura: le quindici tavole raffiguranti i Misteri del Rosario, poste sull'altare maggiore, furono realizzate da Giovan Battista e Giovan Mauro della Rovere, gli affreschi sul coro furono opera di Agostino Avanzi e Alessandro Sampilli, mentre la nuova cassa dell'organo fu affidata a Giacomo Faustini. 
Nel 1673, ad opera di Carlo Traeri, venne ricostruito l'organo Antegnati nel presbiterio,  mentre nel 1692 fu costruita la contro-cantoria.
Nel 1707 fu costruita la facciata (terminata nel 1711), mentre in quello stesso periodo fu commissionato il paliotto dell'altare maggiore, realizzato da Angelo Ogna.
Nel 1745 si decise di sostituire l'organo, che fu realizzato da Giuseppe Bonatti (organo ricostruito nell'Ottocento con i pezzi già presenti), nel 1793 fu invece affrescato il coro per mano di Giuseppe Teosa. Infine, tra la fine del XVIII secolo e il 1816 fu ricostruita la facciata, su disegno dell'abate Antonio Marchetti.
Dopo la metà del XIX secolo l'edificio fu a più riprese restaurato e modificato: nel 1858, durante i lavori (compiuti da Ambrogio Comolli), vennero rinvenute tracce di affreschi dell'edificio quattrocentesco, nel 1874 fu restaurato l'organo, nel 1892 venne costruito il nuovo coro, progettato da Giuseppe Garuffa (che morì durante i lavori) e poi continuato da Carlo Melchiotti (che progettò la cupola centrale). Durante i lavori, terminati nel 1893, si procedette alla demolizione delle ultime mura superstiti della chiesa originaria, e furono rinvenuti ulteriori affreschi dell'edificio originale. In quello stesso anno fu chiamato a decorare la cupola Luigi Tagliaferri.
Nel 1932 fu posata la nuova pavimentazione, nel 1953 vennero apposte le nuove vetrate sul coro (realizzate da Ugo Murachelli), mentre, facendo seguito alle decisioni assunte dal Concilio Vaticano II, fu realizzata una mensa eucaristica rivolta verso l'aula. 
Tra il 2005 e il 2006 lavori di restauro coinvolsero la facciata, mentre nel 2010 riguardarono le volte dell'aula e della sacrestia.

## Descrizione

### Esterno
La chiesa, seconda della città per dimensioni, è orientata sull'asse est-ovest e si compone di un corpo centrale rettangolare concluso, sul lato orientale, dal presbiterio, sul quale si innesta la cupola ottocentesca, e dall'abside.

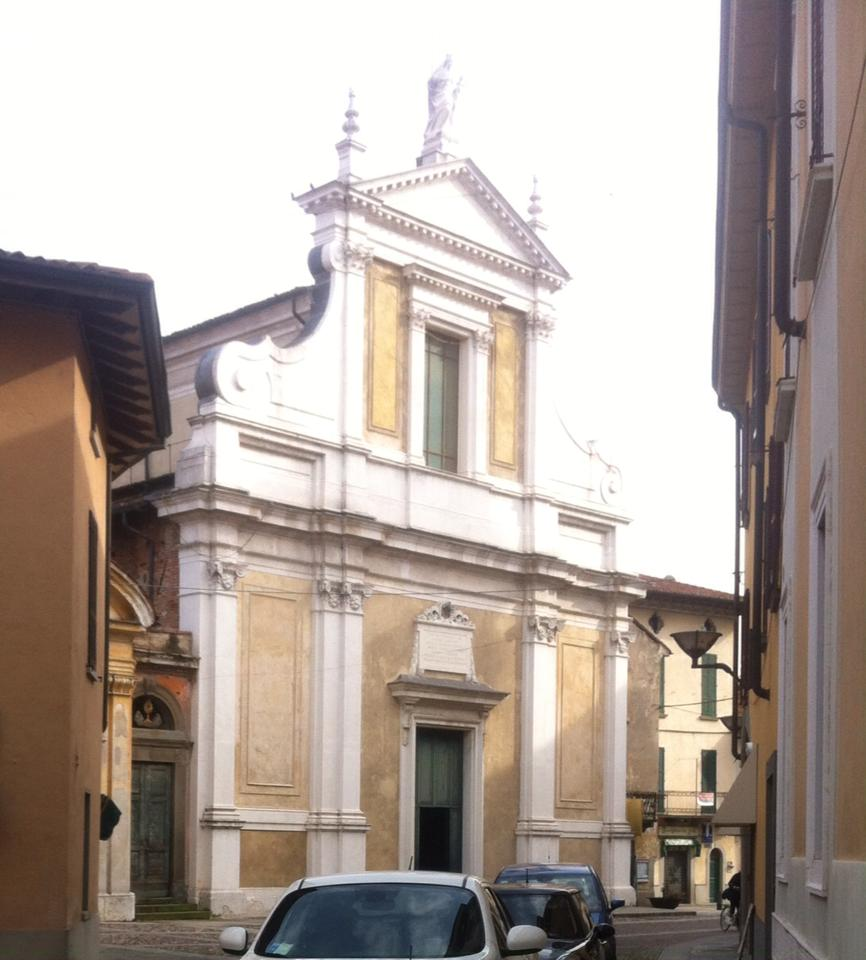
La facciata nel 2015

La facciata si trova direttamente sulla strada e si presenta divisa in due registri scanditi da lesene. Nel registro inferiore, che chiude le tre navate, sei lesene ioniche tripartiscono lo spazio e inquadrano al centro il portale d'ingresso, decorato da un cornicione mistilineo sormontato da un architrave aggettante, sopra la quale si trova una lapide. Nel registro superiore, che conclude la sola navata centrale, due lesene corinzie, raccordate al registro inferiore tramite volute, inquadrano centralmente un finestrone, decorato da due ulteriori lesene ioniche, di dimensioni inferiori, sormontate da un architrave aggettante. In cima al complesso si trova un timpano aggettante, coronato ai lati da pinnacoli marmorei e, al centro, da una statua raffigurante Santa Maria. Essa fu posizionata nel 1873, dopo che le due precedenti erano cadute dalla facciata: la prima nel 1802, per via di una scossa sismica, l'altra, opera di Rodolfo Vantini, nel 1872, durante un temporale.
A fianco della chiesa si trovano la sacrestia e il campanile.

### Interno
L'interno è suddiviso in tre navate, di cui quella centrale, voltata a botte, di dimensioni maggiori. Lo spazio è scandito da colonne con capitelli corinzi, mentre le volte dell'aula, la cupola del presbiterio e il catino absidale si presentano affrescati. Le navate laterali contengono altari di pregevole fattura.
Il presbiterio, rialzato rispetto al piano dell'aula, è coperto da una cupola, mentre l'abside, di forma quadrangolare, contiene la soasa marmorea che racchiude la statua raffigurante la Madonna del Rosario.